# Jürgen Ponto
Jürgen Ponto (Bad Nauheim, Hesse, Alemania, 17 de diciembre de 1923 - Fráncfort del Meno, 30 de julio de 1977) fue un banquero alemán y Presidente del Dresdner Bank. Previamente había trabajado como abogado. Fue asesinado por miembros de la Fracción del Ejército Rojo durante los eventos conocidos como el Otoño Alemán. 

## Asesinato
El domingo 30 de julio de 1977, Ponto y su esposa Inés estaban en su villa en Oberursel haciendo la maleta para sus vacaciones en Río de Janeiro y estaban esperando una visita de la ahijada de Ponto, una joven llamada Susanne Albrecht. Esta llegó cerca de las 05:10 de la tarde, con dos acompañantes, quienes después fueron identificados como Brigitte Mohnhaupt y Christian Klar. Susanne Albrecht le dio a Inés un ramo de rosas rojas, y todos pasaron a la sala de la villa, donde Inés dejó solo a Ponto con los demás.
Desde la sala, se escucharon voces, gritos y disparos. Se piensa que Susanne Albrecht y sus acompañantes intentaron secuestrar a Ponto, y al ver que no podían le dispararon cinco veces falleciendo de sus heridas. Los tres terroristas escaparon de la villa, donde afuera los estaba esperando Peter-Jürgen Boock, con quien se fugaron. Los terroristas asumieron la responsabilidad del asesinato en una operación denominada Roter Morgen (Mañana Roja).